# Marinefährprahm
| Skizze der Seitenansicht eines Marinefährprahms Typ D |                                   |                                                  |
| Typ                                                   | Landungsboot                      | Landungsboot                                     |
| Bauwerft                                              | diverse                           | diverse                                          |
| Anzahl                                                | etwa 700 (aller Untertypen)       | etwa 700 (aller Untertypen)                      |
| Klasse                                                | Marinefährprahm Typ A             | Marinefährprahm Typ D                            |
| Länge                                                 | 47,04 m                           | 49,84 m                                          |
| Breite                                                | 6,53 m                            | 6,59 m                                           |
| Tiefgang                                              | leer: 0,97 m max.: 1,45 m         | leer: 1,18 m max.: 1,35 m                        |
| Verdrängung                                           | Konstr.: 155 t max.: 220 t        | Konstr.: 168 t max.: 239 t                       |
| Zuladung                                              | normal: 85 t / max.: 105          | max.: 140 t                                      |
| Bewaffnung                                            | 2×20 mm Flak                      | 2×20 mm Flak-Zwilling 2×3,7 cm Flak 1×7,5 cm Pak |
| Antrieb                                               | 3 Dieselmotoren zus. 390 PS       | 3 Dieselmotoren zus. 375 PS                      |
| Geschwindigkeit                                       | 10,5 kn (leer)                    | 10,3 kn (leer)                                   |
| Bunkerkapazität                                       | 4,1 t                             | 4,1 t                                            |
| Reichweite                                            | 640 sm bei 10 kn 1340 sm bei 7 kn | 520 sm bei 10 kn 1120 sm bei 7 kn                |
| Besatzung                                             | 17                                | 25                                               |

Marinefährprahme (MFP) waren die größten Landungsboote der deutschen Kriegsmarine während des Zweiten Weltkrieges. Sie wurden ab 1941 für die Operation Seelöwe (Invasion der britischen Inseln) entwickelt und in verschiedenen Typausführungen über 700 Mal während des ganzen Krieges gebaut. Sie erwiesen sich in vielen ursprünglich gar nicht vorgesehenen Rollen als vielseitige und robuste Konstruktionen.
Marinefährprahme hatten je nach Typ eine Transportkapazität von etwa 85 bis 140 t und waren mit einer Klapprampe am Bug ausgestattet, die den direkten Zugang zum Frachtraum ermöglichte. Die Mehrzahl der MFP hatte eine Länge von ca. 47 m und eine Breite von ca. 6,5 m. Die Boote hatten eine Gesamthöhe von rund 4,7 m und einen maximalen Tiefgang von etwa 1,4 m (daher der Name Pramfähre). Ihre Kennungen bestanden aus dem Buchstaben F und einer dreistelligen Zahl.

## Geschichte

### Entwicklung
Ab 1940 führte die Kriegsmarine Versuche mit verschiedenen Fahrzeugen für amphibische Landungsoperationen durch. Daraus resultierte ein Forderungskatalog für ein Fahrzeug, das für Landungsoperationen und allgemeine Nachschubaufgaben geeignet sein sollte. Dazu sollte es mit einer Rampe für die Anlandung an Stränden versehen sein. Die Boote sollten bis Seegang Stärke 5 (3 m Wellenhöhe) einsetzbar sein. Bei der Fertigung sollte möglichst wenig strategisch wichtiges Material benötigt werden und der Bau auch von wenig qualifiziertem Personal durchführbar sein.
Zunächst sollten zusätzlich zu einem Dieselmotor für Marschfahrt je zwei ausgediente Flugzeugmotoren für Höchstgeschwindigkeit zum Einsatz kommen. Diese hatten aber eine zu geringe Lebensdauer und erwiesen sich als zu störanfällig und zu hoch im Verbrauch, darum kamen schließlich je drei gleichartige Dieselmotoren zum Einsatz, mit denen nur noch gut 10 kn (gegenüber fast 13) erreicht wurden. Diese Einbuße wurde aber zugunsten der höheren Zuverlässigkeit und Reichweite in Kauf genommen.
Im Laufe des Krieges wurden diverse Varianten entwickelt und auch je nach Verfügbarkeit von Material individuelle Umrüstungen vorhandener MFP vorgenommen. Von der ersten Version „Typ A“ bis zum „Typ D“ wurden insbesondere die Laderaumhöhe und die Tragfähigkeit vergrößert und die Bewaffnung verstärkt. Die Grundversion trug die Kennung „F“ mit einer Nummer ab 100, spezialisierte Versionen trugen zum Teil abweichende Kennungen. Es wurden etwa 1200 Kennnummern vergeben. Davon wurden aber ganze Serien nie benutzt und andere Nummern nach Umbau von Booten etwa zu Artillerieträgern an diese neu vergeben. Es sollen gut 700 MFP fertiggestellt worden sein. Die genaue Zahl ist nicht bekannt.
Ab Anfang 1944 erfolgte keine weitere Entwicklung der MFP mehr. Alle Anstrengungen wurden auf das neu konzipierte Einheitslandungsboot (EL) verwendet, die Produktion ging aber weiter. Am Ende des Krieges befanden sich noch auf diversen Werften im gesamten Reichsgebiet und in besetzten Gebieten MFP in Bau.
Für eine ähnliche Verwendung, jedoch kleiner und mit wesentlich davon abweichenden Konstruktionsmerkmalen waren bei der Kriegsmarine Marinenachschubleichter, Marineartillerieleichter und Siebelfähren im Einsatz.

### Einsatz
Nachdem die Operation Seelöwe aufgegeben worden war, wurden die Prahme als Nachschubfahrzeuge in fast allen Seegebieten eingesetzt. Dabei wurden sie, sofern sie nicht vor Ort gebaut wurden, auch über Binnenwasserwege verlegt. Sie waren in Transportflottillen, Landungsflottillen, Küstenschutzflottillen und Artillerieträgerflottillen zusammengefasst oder wurden gemischten Einheiten wie etwa Sicherungs-Divisionen zugeordnet.

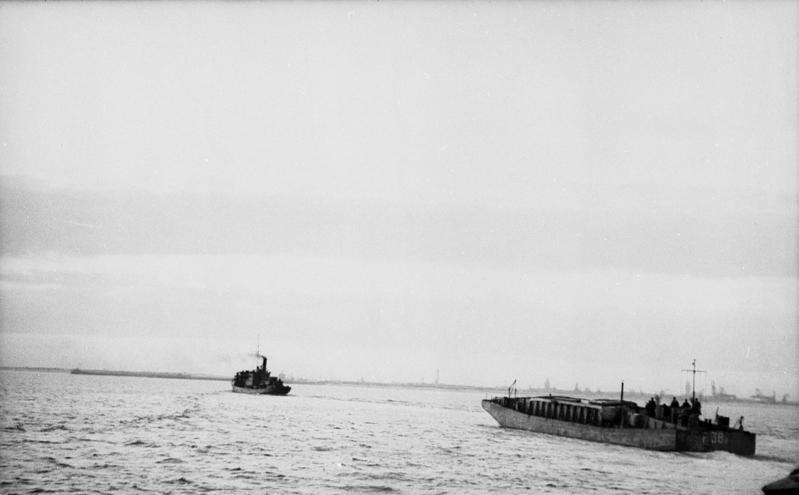
MFP vermutlich des Typ A vor der niederländischen Küste

In ihrer ursprünglich gedachten Funktion als Landungsboote kamen sie vor allem bei der Besetzung der griechischen Inseln zum Einsatz. MFP wurden außer zum Nachschub auch als Verwundetentransporter, als Tankschiffe, zur Sicherung von Häfen und Geleitzügen, zum Minenlegen und als Artillerieträger eingesetzt. Trotz ihrer geringen Geschwindigkeit wurden sie sogar zur U-Jagd eingesetzt und es wurde versucht sie zum Minensuchen einzusetzen, was allerdings aufgrund ihrer zu geringen Motorkraft nicht gelang. Für Sonderfunktionen wurden MFP auch weitgehend umgebaut.
Bei maximaler Zuladung war die Seegängigkeit der Boote eingeschränkt und ein Einsatz bei mehr als Seegang Stärke 2 nicht mehr möglich.
Marinefährprahme, die den Krieg überlebten, wurden zum Teil zivil als Frachtschiffe, Arbeitsplattformen oder Fähren weitergenutzt, einige wurden auch vorübergehend von den alliierten Behörden wie der GMSA oder OMGUS übernommen.

#### Einsatz im Schwarzen Meer
Ab Mai 1941 wurden in bulgarischen Werften in Warna (Staatswerft, Werft Koralowag, Marinearsenal) für die Kriegsmarine 93 MFP gebaut, wobei viele Bauteile und die Ausrüstung aus Deutschland angeliefert wurden. Bei den Kampfhandlungen im Schwarzen Meer wurden mindestens 32 MFP und AF versenkt, auf der Donau weitere 19. Ende August 1944 wurden vor Warna 28 MFP selbstversenkt. Einige von ihnen wurden nach dem Krieg gehoben und in die sowjetische Flotte unter der Bezeichnung BDB eingegliedert. Sechs MFP wurden der bulgarischen Marine überlassen. Elf MFP, die in Warna noch im Bau waren, wurden nach ihrer Fertigstellung ebenfalls sowjetische Beute.

## Besatzung
Die Grundversion sollte mit zwei Unteroffizieren und zehn Mannschaftsdienstgraden betrieben werden. Aufgrund der zunehmenden Bewaffnung wurde zusätzliches Personal notwendig. Die Besatzung stieg auf 17 und schließlich 25 Mann, in der Version als Artilleriefährprahm je nach Bewaffnung noch mehr.

## Technik

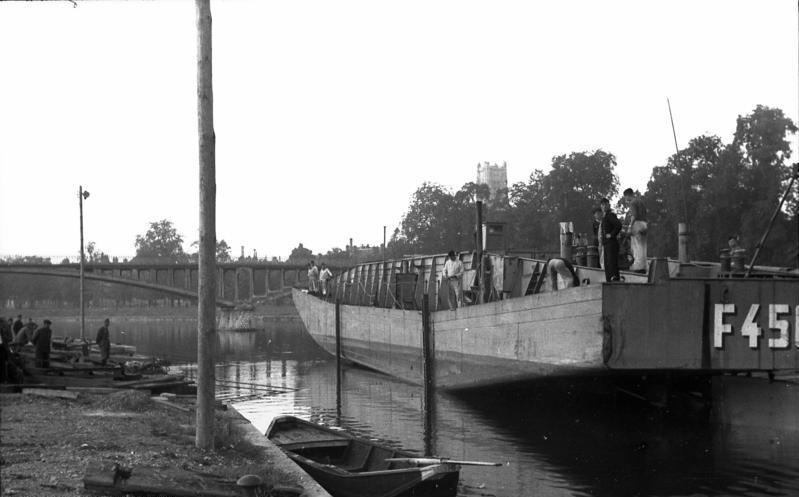
MFP Typ C auf einer Slipanlage; die gesamte Höhe des Bootes ist sichtbar, dadurch erkennbar die Konstruktion und der geringe Tiefgang (dunkel abgesetzter Bereich)

Die verschiedenen Typen der MFP unterschieden sich in Details, das Grundkonzept blieb aber immer weitgehend gleich: MFP waren flache pontonartige Fahrzeuge aus einer genieteten Stahlkonstruktion mit hochgezogenem Boden am Heck und vor allem am Bug. Der Motorraum befand sich im Heck des Bootes, davor war der Fahrstand aufgesetzt, sowohl Motorraum als auch Fahrstand waren mit 20 bis 25 mm Panzerstahl geschützt. Vor dem Fahrstand befand sich ein festes Hallendach über dem hinteren Teil des Laderaums, der vordere Teil des Daches konnte durch abnehmbare Wellblechabdeckungen nach oben geöffnet werden. Der Laderaum konnte über die mechanisch betriebene Laderampe direkt befahren werden.
Zum Schutz gegen Seeminen waren die MFP mit einer MES-Anlage ausgestattet. Diese beeinträchtigte allerdings die Genauigkeit der Kompasse und machte es erforderlich, spezielle Führerboote zu bauen oder die Prahme im Verbund mit anderen Einheiten einzusetzen, die sicher navigieren konnten.
Zum Ablegen nach einer Anlandung am Strand führten die Prahme zusätzlich zu einem Buganker zwei Anker in Davits am Heck mit.

### Antrieb
Die MFP waren mit drei Sechszylinder-LKW-Dieselmotoren von Deutz ausgestattet, die jeweils auf einen Propeller wirkten. Die Ausführung A erreichte mit insgesamt 390 PS (287 kW) eine Höchstgeschwindigkeit von 10,5 kn (etwa 19 km/h). Gegen Kriegsende wurden einige Prahme zur Treibstoffersparnis mit Generatorgasanlagen für die äußeren Motoren ausgestattet.
Bei Marschfahrt mit nur der Mittelmaschine erreichten die Boote noch ca. 7,5 kn (etwa 13,5 km/h), bei voller Zuladung und je nach Seegang war die tatsächlich erreichbare Geschwindigkeit jedoch deutlich geringer. Die Steuerung erfolgte über ein Mittelruder.

### Bewaffnung
Zur Unterstützung der anzulandenden Truppen und zur Eigensicherung vor allem gegen Luftangriffe waren die MFP zunächst mit zwei 20-mm-Flak bewaffnet. Bald wurde ein 7,5-cm-Geschütz vor dem Fahrstand ergänzt, zunächst oft noch auf Radlafetten provisorisch aufgestellt. Im Laufe des Krieges wurde die Bewaffnung ständig weiter verstärkt, so wurden für die letzten Versionen zwei 20-mm-Doppellafetten auf dem Achterschiff, je eine 3,7-cm-Flak auf dem Hallendach und in überhöhter Stellung hinter dem Fahrstand, eine 7,5-cm-Pak auf Marinelafette vor dem Fahrstand sowie zwei Raketenwerfergestelle vorgesehen. Eine einheitliche Bewaffnung war zu dieser Zeit aber nicht mehr möglich, auch Nach- und Umrüstungen geschahen deshalb oft individuell nach Verfügbarkeit von Waffen und Material, in manchen Fällen auch mit Beutewaffen. Unter anderem wurden auch 2-cm-Vierlings-Flak und 8,8-cm-U-Boot-Geschütze zusätzlich oder anstatt anderer Geschütze montiert, im Mittelmeer eingesetzte Boote erhielten regelmäßig Maschinengewehre als zusätzliche Bewaffnung.

## Varianten
Marinefährprahme wurden auf dutzenden Werften auch im Binnenland und in besetzten Gebieten gefertigt. Allein dadurch ergaben sich vielfältige Abweichungen vom Standard. Dazu waren es Verbrauchsboote, die je nach Situation lokal umgerüstet und umgebaut wurden.

### Grundtypen
Die erste Version Typ A wurde in drei Schritten weiterentwickelt.
- Typ B: Der Laderaumboden wurde abgesenkt, um eine Erhöhung der lichten Höhe des Laderaumes von 2,74 m auf 3,19 m zu erreichen. Dadurch verkürzte sich die waagerechte Länge des Laderaumbodens, und die Tanks, die sich beim Typ A im Doppelboden befanden, mussten in die Bordwände verlagert werden. Ladekapazität und Verdrängung blieben unverändert.
- Typ C: Hier wurde die Laderaumhöhe um weitere 10 cm auf 3,29 m vergrößert. Auch hierbei blieben Ladekapazität und Verdrängung unverändert.
- Typ D: Die bislang vollständig vernietete Konstruktion wurde auf eine teilweise geschweißte Sektionsbauweise umgestellt. Der Rumpf wurde verlängert und verbreitert bei ebenfalls größerer Einfahrtbreite. Die Tragfähigkeit wurde auf bis zu 140 t erhöht. Der Fahrstand und Motorraum wurden etwas nach vorn verlegt und Panzerung und Bewaffnung verstärkt. Die Boote erhielten Unterkünfte für eine Besatzung von bis zu 25 Mann und einen Funkraum.

### Artilleriefährprahm

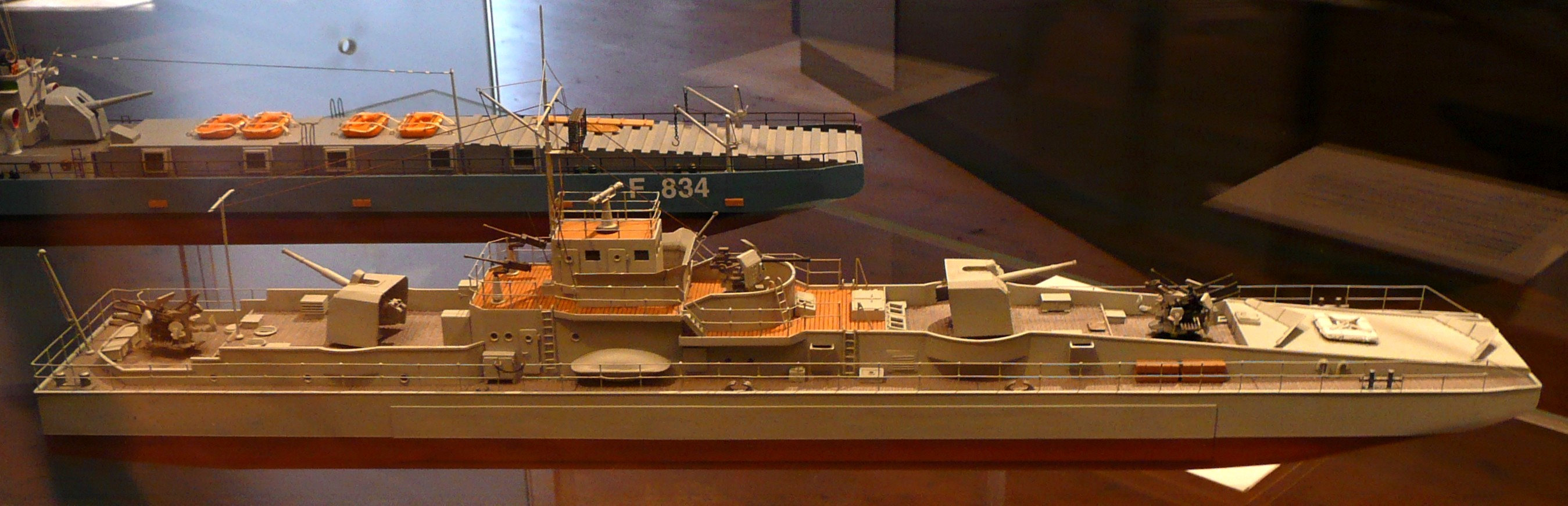
Modell eines Artilleriefährprahms Typ D

Die Artilleriefährprahme trugen meistens die Kennung AF und entstanden durch Umbau der Grundtypen. Gegen Ende des Krieges bekamen einige Boote die Kennungen AT (Artillerieträger). Davon zu unterscheiden sind nicht speziell umgebaute MFP mit im Rahmen der ungleichmäßigen Bestückung relativ starker Bewaffnung, die im Mittelmeer als Kampffähren mit der Kennung KF bezeichnet wurden. Dies war eine nur organisatorische Kennung.
Die Umbauten variierten je nach Zeitpunkt und in Abhängigkeit von der ausführenden Werft und dem zur Verfügung stehenden Material. Beim Umbau zum Artilleriefährprahm wurde der Fahrstand vorverlegt, oft fast in die Mitte des Bootes. Das feste Deck über dem Laderaum und dem Heck wurde zur Aufnahme von Geschützen verstärkt und die Bugklappe verschlossen. Die Besatzungsunterkünfte für die Geschützbedienungen wurden erweitert und Munitionsstauraum geschaffen. Die Panzerung des Maschinenraums, der Munitionsräume und der Aufbauten wurde verstärkt, wobei zum Teil die Schanzkleider mit 10 cm Beton ausgegossen wurden. Die vorgesehene Standardbewaffnung bestand aus zwei 2-cm-Flak-Vierlingen, einem 7,5-cm- und zwei 8,8-cm-Geschützen.
Insgesamt wurden dabei meist 70 bis 80 t zusätzliches Material verbaut, so dass die Artilleriefährprahme aufgrund des höheren Konstruktionsgewichtes nur noch eine Geschwindigkeit von etwa 8 kn erreichten und an Seegängigkeit einbüßten.
Sie waren primär als Sicherungsfahrzeuge vorgesehen, wurden aber auch zur artilleristischen Unterstützung von Landoperationen und zum Minenlegen verwendet. Die Besatzungsstärke stieg mit den Geschützbedienungen auf über 30 Mann.

### Minenfährprahm
Vor allem im Schwarzen Meer musste die Marine mit wenigen Einheiten viele Aufgaben wahrnehmen, für die keine spezialisierten Fahrzeuge zur Verfügung standen. Dabei wurden z. B. MFP zum Minenlegen eingesetzt, wobei sie rückwärts fahrend 36 Minen über die herabgelassene Rampe ausbrachten, was nur bei ruhiger See und nur sehr langsam durchführbar war. Auf Grundlage dieser Erfahrungen wurde eine spezialisierte Minenlege-Version der MFP entwickelt.
Je nach dem Ausgangstyp trugen sie die Zusatzbezeichnung „Typ AM“, „CM“ oder „DM“ (Boote des Typs B kamen nicht zum Einsatz).
In der größten Ausführung „DM“ konnten 54 Minen über entlang der Seiten installierte Schienen in Vorausfahrt über das Heck ausgebracht werden. Als Alternative konnten auf den Minenschienen 16 Sturmboote mitgeführt werden. Über zusätzlich installierbare Rutschen konnten die Sturmboote direkt ausgesetzt und wieder aufgenommen werden. Aufgrund des höheren Eigengewichtes der MFP in der Minenlegeversion war die Zuladung und die Spitzengeschwindigkeit in unbeladenem Zustand vermindert.

### Typ „MZ“
Die italienische Marine entwickelte für die gemeinsam mit den Deutschen geplante Besetzung Maltas Landungsboote auf Grundlage der Pläne für die deutschen MFP Typ A. Von diesen „Motozattera“ mit der Kennung „MZ“ wurden ab 1942 knapp 100 Stück gebaut. Nach der deutschen Besetzung Italiens Ende 1943 wurden die verbliebenen Boote von der Kriegsmarine übernommen und als MFP mit der bisherigen italienischen Kennung weiterbetrieben. Die italienischen MZ ähnelten den deutschen Marinefährprahmen sehr. Ihre Abmessungen waren etwas abweichend und es kam eine italienische Motorisierung und Bewaffnung zum Einsatz.